# Ácido 2-metilbenzoico
Ácido 2-metilbenzoico, ácido o-toluico ou ácido orto-toluico é um ácido carboxílico derivado por metilação do ácido benzoico, com o metil na poisção 2 (orto).
Quando purificado e recristalizado, este composto forma cristais em forma de agulha. O ácido 2-metiltoluico foi descoberto por William Ramsay.